# Pantala flavescens
Pantala flavescens är en trollsländeart som först beskrevs av Fabricius 1798.  Pantala flavescens ingår i släktet Pantala och familjen segeltrollsländor. IUCN kategoriserar arten globalt som livskraftig. Inga underarter finns listade i Catalogue of Life.

## Bildgalleri

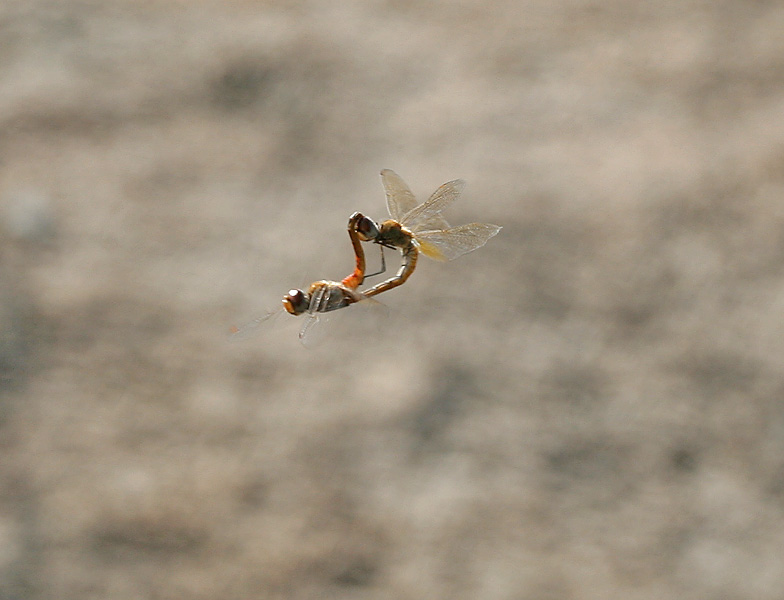
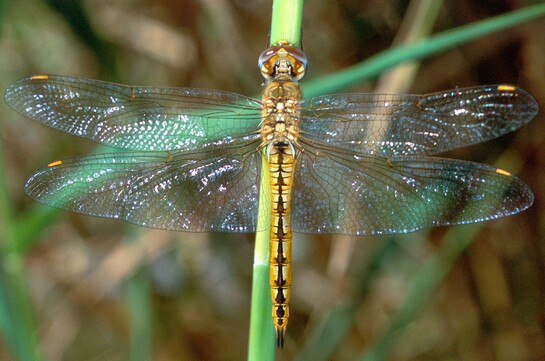
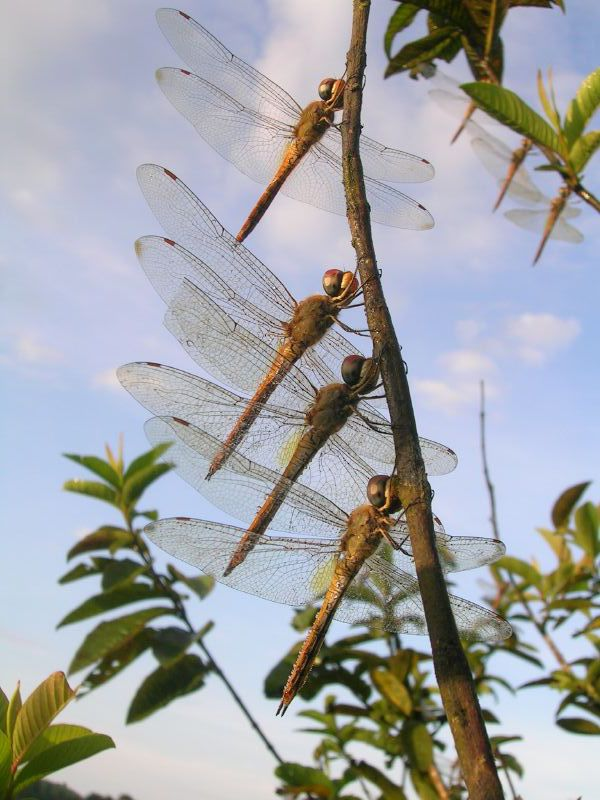
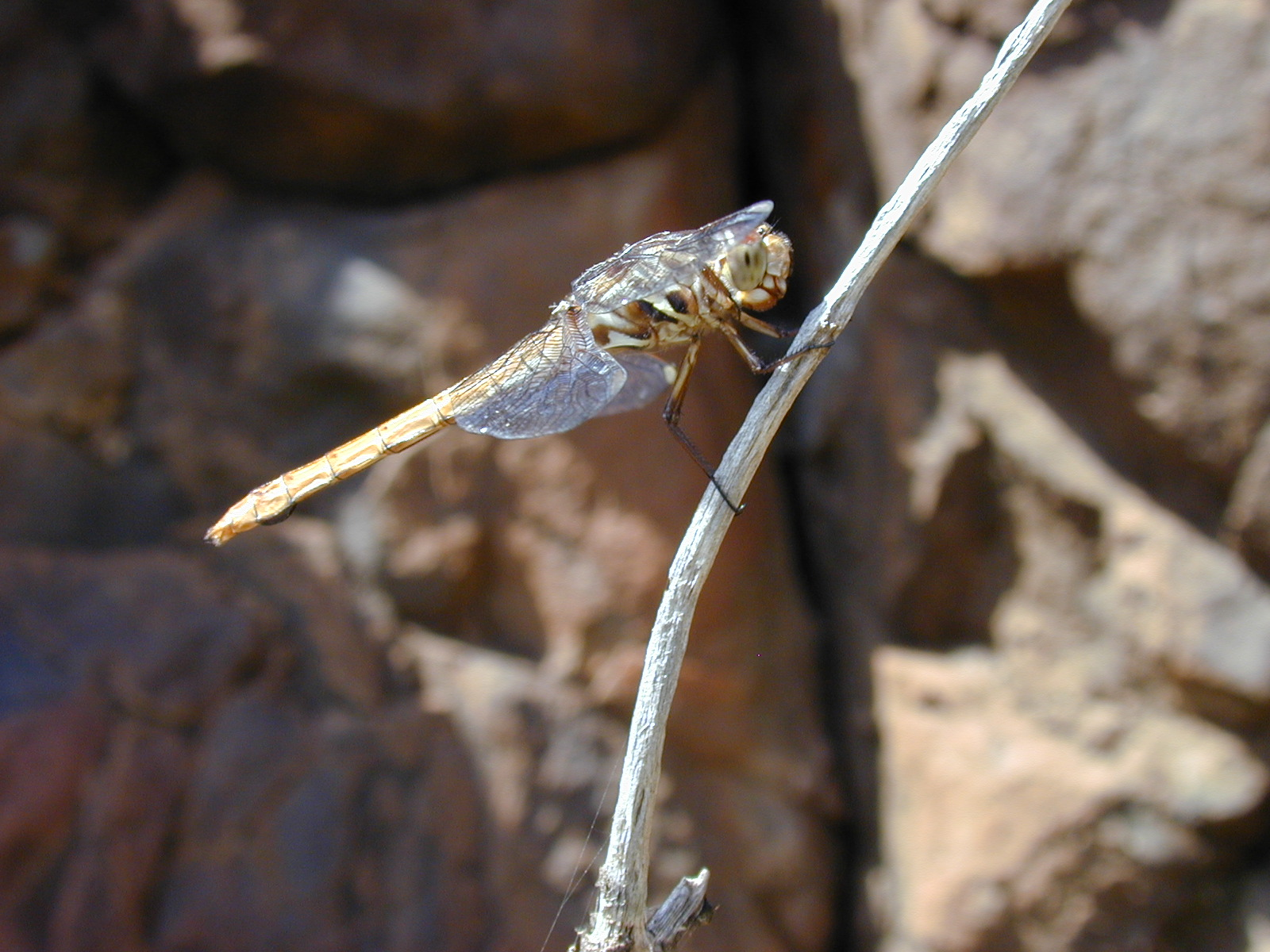
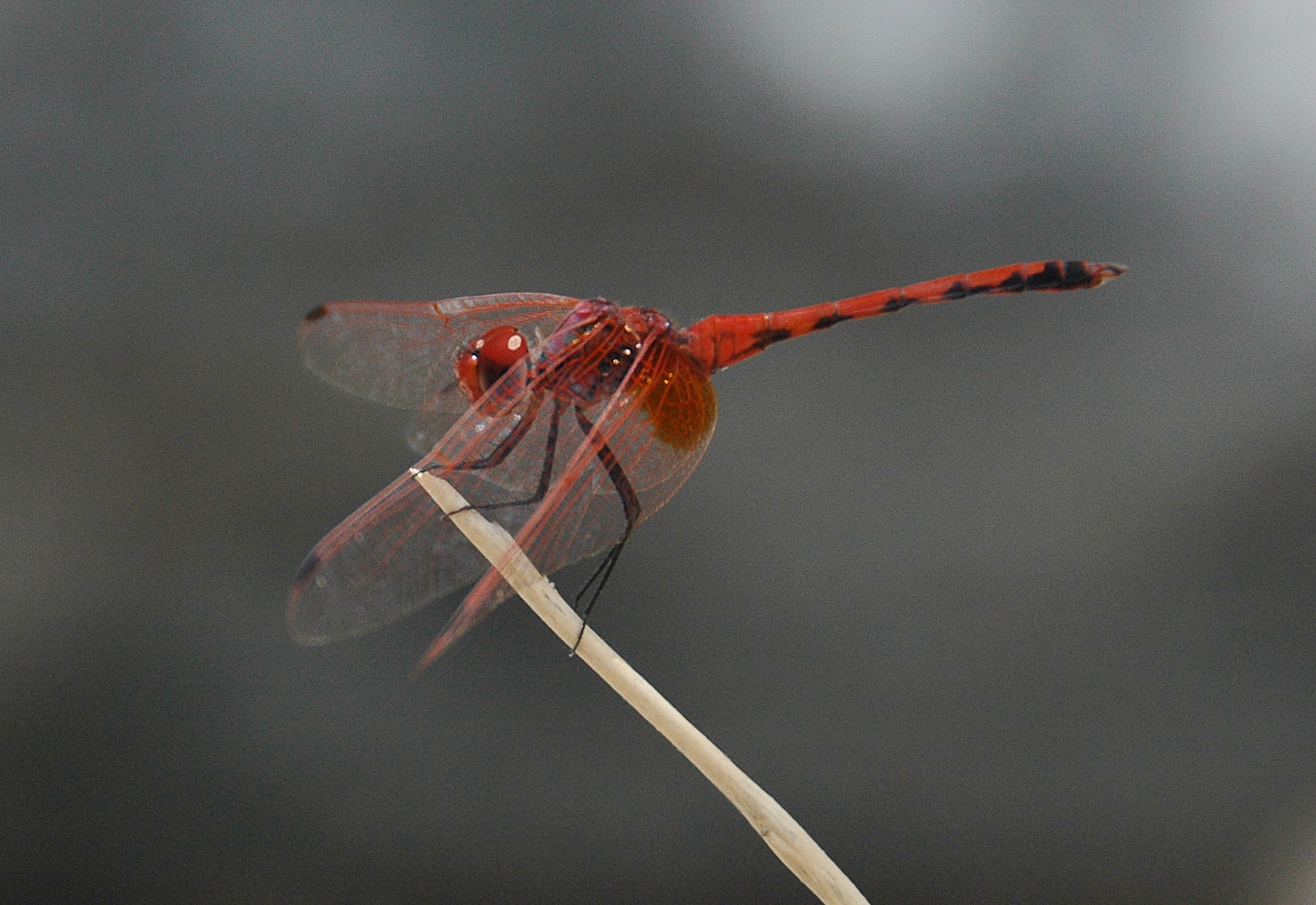
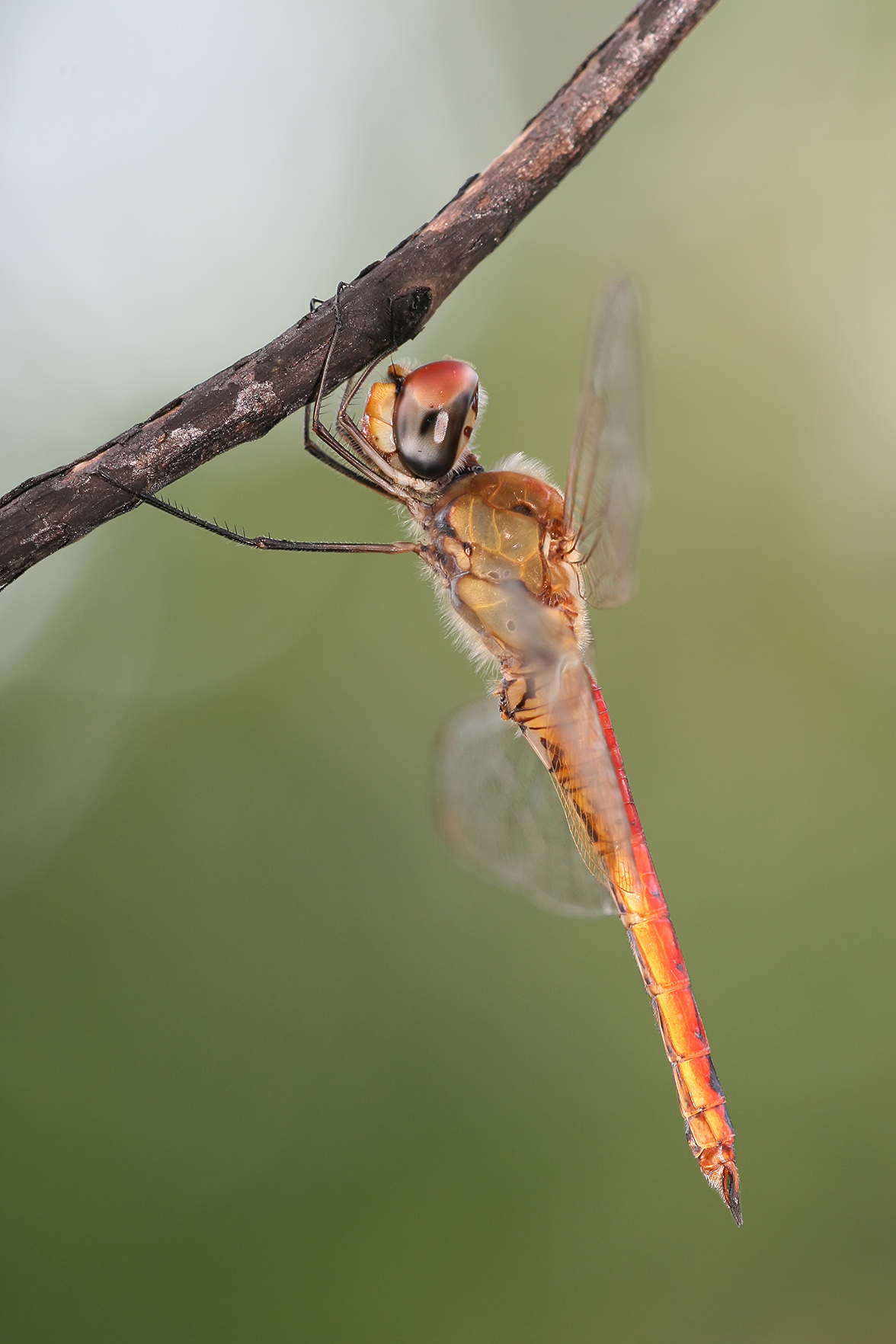